# 前金 (大字)
前金是台灣高雄市境內的一個地名，大致和現前金區相當。

## 歷史
日治初期行政區劃多次更動，連同今日的高雄地區，前金原屬臺南縣，1897年後屬鳳山縣，1898年再恢復為台南縣。
1901年，劃為鳳山廳大竹里前金庄。1909年到1920年間，為台南廳打狗支廳大竹里前金庄。1920年，前金設為高雄州高雄街下的一個大字；高雄街在1924年改為「高雄市」。

## 聚落
本地區發展較早的聚落為林投圍、大社、田寮，在日治初期的官方地圖上已有記載。